# In the Eye of the Storm
In The Eye Of The Storm - debiutancki album studyjny brytyjskiego muzyka rockowego, Rogera Hodgsona, wydany w 1984 roku.
Pierwszym singlem z tego albumu był skrócony do czterech minut "Had a Dream (Sleeping with the Enemy)" który znalazł się na 48. miejscu w Billboard Hot 100. Następny singiel z tego albumu, skrócony również do czterech minut "In Jeopardy", stał się przebojem i wylądował na 30. miejscu na liście Mainstream Rock Tracks. Sam album odniósł umiarkowany sukces zajmując 46. miejsce na Billboard album charts, i jedynie 70. miejsce na UK Album Chart. O wiele lepiej sprzedał się on jednak w Kanadzie, gdzie w ciągu miesiąca od wydania pokrył się platyną.

## Spis utworów
Wszystkie utwory zostały napisane przez Rogera Hodgsona
1. "Had a Dream (Sleeping with the Enemy)" (8:27)
2. "In Jeopardy" (5:59)
3. "Lovers in the Wind" (4:11)
4. "Hooked on a Problem" (5:10)
5. "Give Me Love, Give Me Life" (7:33)
6. "I'm Not Afraid" (7:03)
7. "Only Because of You" (8:40)

## Wykonawcy
- Roger Hodgson: gitary, instrumenty klawiszowe, gitara basowa, wokal prowadzący i wspierający, instrumenty perkusyjne w "Lovers in the Wind" oraz "Hooked On a Problem"
- Michael Shrieve: instrumenty perkusyjne (z wyjątkiem "Lovers in the Wind" i "Hooked On a Problem")
- Ken Allardyce: harmonijka ustna, wokal wspierający
- Jimmy Johnson: gitara basowa bezprogowa w "Lovers In the Wind" i "Only Because of You"
- Claire Diament: żeńskie głosy w "Only Because of You"
- Scott Page: saksofony w "Hooked On a Problem"